# Saint-Hilaire-le-Grand
Saint-Hilaire-le-Grand é uma comuna francesa na região administrativa do Grande Leste, no departamento de Marne. Estende-se por uma área de 42.39 km², e possui 370 habitantes, segundo o censo de 2018, com uma densidade de 8.7 hab/km².